# Jaguar XJR-9
Chronologie des modèles
Jaguar XJR-7 (IMSA) 
Jaguar XJR-8 (WSC) Jaguar XJR-10 (IMSA) 
 Jaguar XJR-11 (WSC)
La Jaguar XJR-9 est une voiture de course développée et construite par TWR pour Jaguar dans le but de participer, en 1987, au Championnat du monde des voitures de sport ainsi qu'au Championnat IMSA GT. Elle remporta les 24 Heures du Mans 1988. Il s'agit de la sixième victoire de Jaguar dans l'épreuve, trente-et-un an après la précédente.
La Jaguar XJR-9 fut remplacée par la Jaguar XJR-10 pour le Championnat IMSA GT et par la Jaguar XJR-11 pour le Championnat du monde des voitures de sport.

## Genèse
La XJR-9 est une évolution basée sur la conception de la XJR-8. Elle a été conçue par Tony Southgate (en) et construite par le Tom Walkinshaw Racing (TWR). Elle était équipée d'un moteur V12 atmosphérique de 7,0 litres Jaguar extrapolé du moteur de 5,3 litres utilisé dans la voiture routière Jaguar XJS. Une variante de la XJR-9, la XJR-9LM, fut spécifiquement développée pour les 24 Heures du Mans où l'exigence de vitesses élevées dans la ligne droite des Hunaudières nécessite une aérodynamique à faible traînée.

## Historique

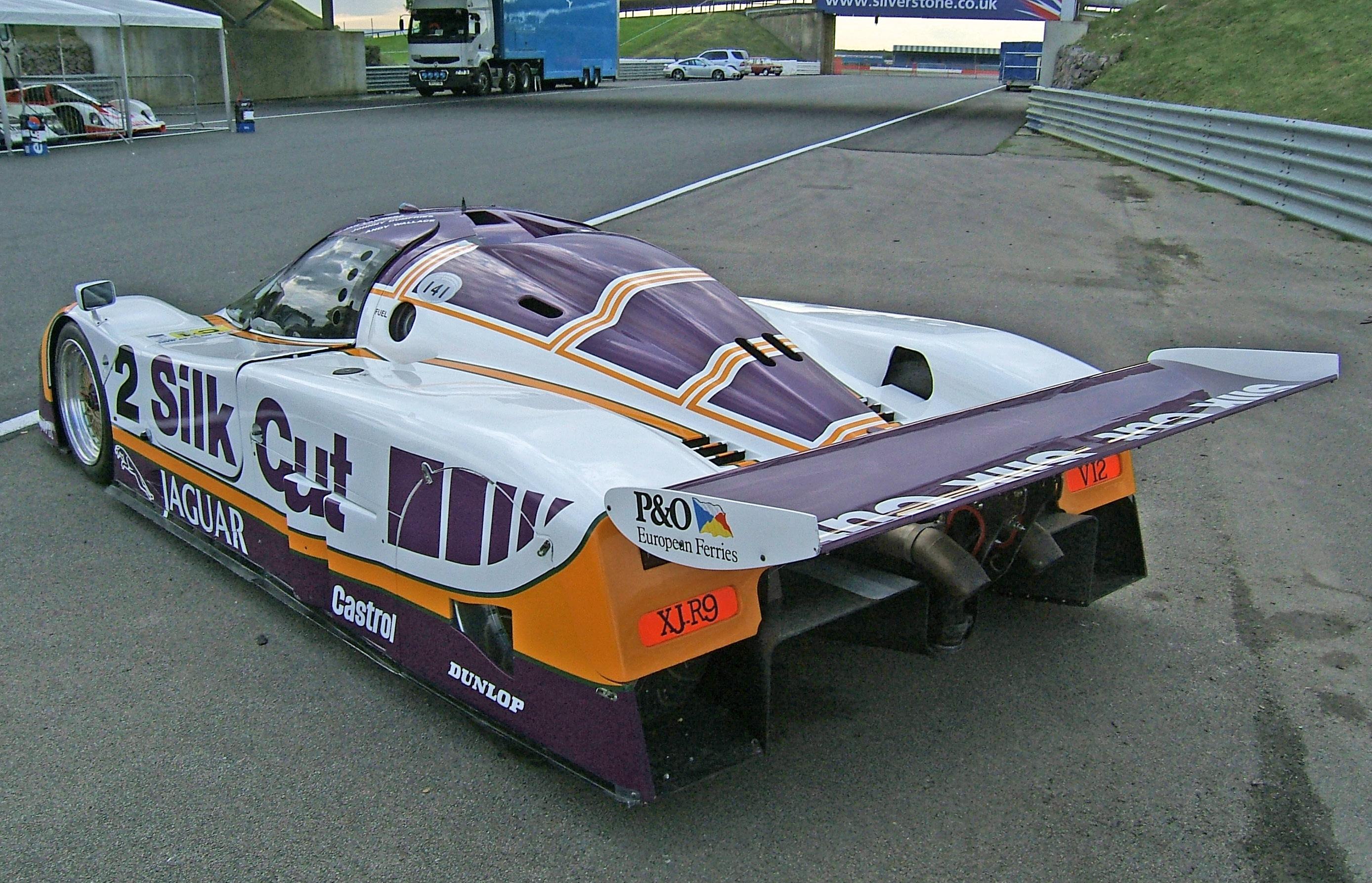
Vue trois-quarts arrière de la XJR-9LM gagnante du Mans 1988

Aux États-Unis, les XJR-9 sponsorisées par Castrol, ont fait leurs débuts aux 24 Heures de Daytona. La voiture a remporté la victoire au classement général. Cependant, tout au long du championnat IMSA Camel GT, la XJR-9 fut incapable de gagner une autre course jusqu'à la dernière épreuve de la saison. L'équipe s'est alors contenté de la troisième place du championnat constructeur. Dans le championnat du monde des voitures de sport, les XJR-9, sponsorisées par Silk Cut, ont connu plus de succès. La XJR-9 a réussi à remporter six victoires, dont les 24 Heures du Mans, sur les onze courses du championnat. L'équipe Silk Cut Jaguar a remporté le championnat par équipe et le pilote Martin Brundle le titre Pilotes. Le succès de Jaguar au Mans marque un coup d'arrêt pour Porsche après ses sept victoires consécutives lors de la classique mancelle, et la première victoire de Jaguar au Mans depuis 1957.

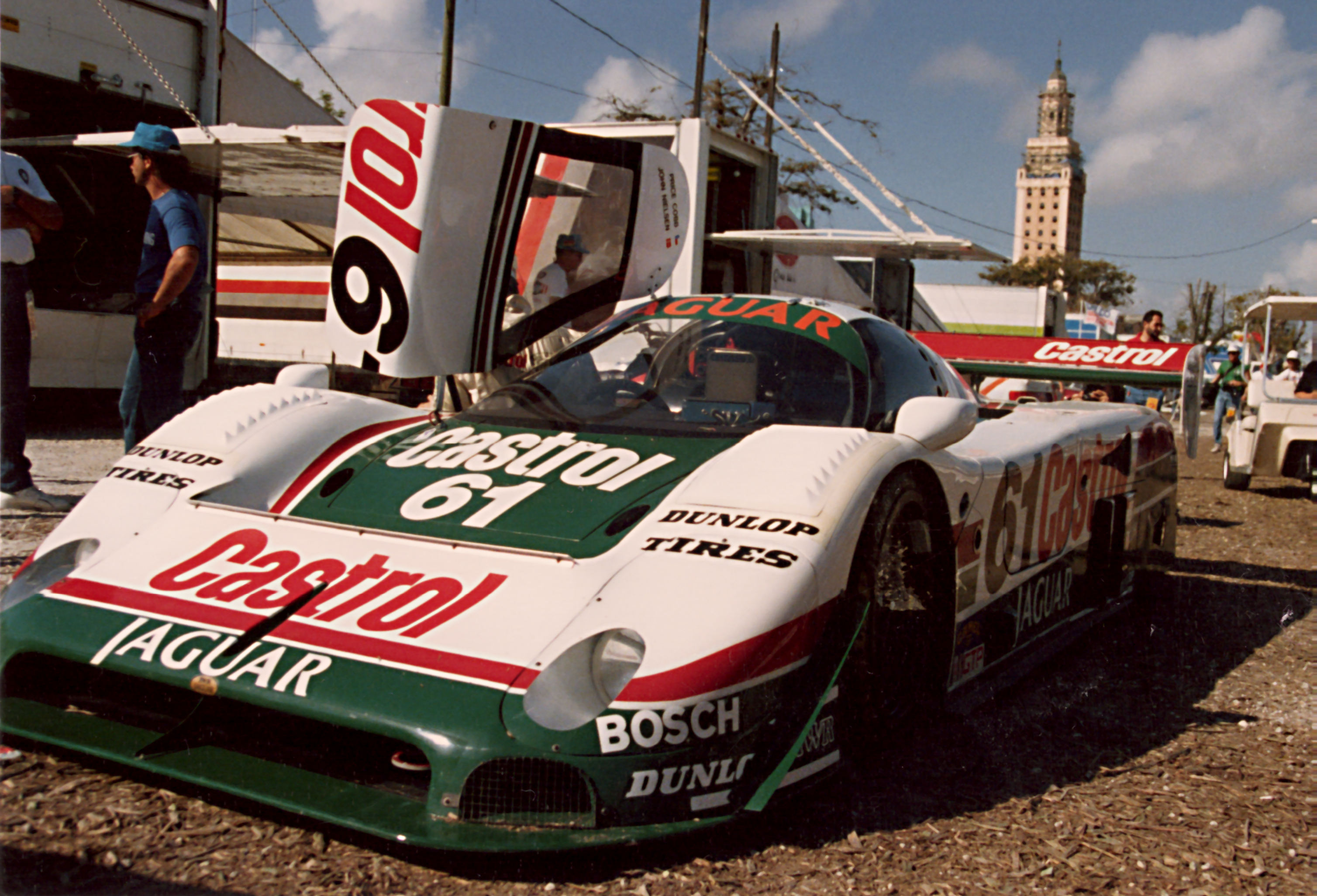
Vue de la XJR-9 dans sa livrée Castrol

Pour 1989, les XJR-9 étaient de nouveau inscrites au championnat du monde des voitures de sport ainsi qu'au championnat IMSA Camel GT. Cependant, la XJR-9 commençant à être âgée, en IMSA elle fut battue à plusieurs reprises par Nissan, ne laissant à la XJR-9 aucune opportunité pour une victoire. Ce fut la raison pour laquelle Jaguar lança la XJR-10 à mi-saison. Celle-ci eut de meilleures performances et permit à Jaguar de remporter deux victoires durant la seconde partie de la saison. À la fin de la saison, Jaguar termina à la 2e place du championnat.
Une histoire similaire s'est produite lors du championnat du monde des voitures de sport, Jaguar n'ayant remporté aucune course lors du championnat. À mi-saison, la XJR-11 remplaça la XJR-9, bien que les deux modèles aient terminé la saison. Cette contre-performance conduisit Jaguar à terminer quatrième du Championnat des équipes.

## Palmarès
- IMSA : 24 Heures de Daytona 1988 (Châssis TWR-J12C-288)[1]
- WSC : 360 km de Jarama 1988 (Châssis TWR-J12C-588)[2]
- WSC : 1000 km de Monza 1988 (Châssis TWR-J12C-588)[2] ;
- WSC : 1000 km de Silverstone 1988 (Châssis TWR-J12C-588)[2] ;
- WSC : 24 Heures du Mans 1988 (Châssis TWR-J12C-488)[2] ;
- WSC : 1000 km de Brands Hatch 1988 (Châssis TWR-J12C-588)[2] ;
- WSC : 1000 km de Fuji 1988 (Châssis TWR-J12C-588)[2] ;
- IMSA : 2 Heures Del Mar 1988 (Châssis TWR-J12C-188)[1].

## Pilotes
- Raul Boesel (6)
- Martin Brundle (35)
- Eddie Cheever (13)
- Price Cobb (10)
- Johnny Dumfries (15)
- Alain Ferté
- Michel Ferté
- Davy Jones (35)
- Jan Lammers (39)
- John Nielsen (45)
- Eliseo Salazar
- Patrick Tambay (7)
- Andy Wallace (17)
- John Watson (9)